# خوان کلمبیه
خوان کلمبیه (اسپانیایی: Juan Columbié‎؛ ۲۴ ژانویهٔ ۱۹۹۵) وزنه‌بردار اهل کوبا است.